# Burning Spear
Winston Rodney (født 1. marts 1948), også kendt som Burning Spear, er en jamaicansk roots reggae-sanger og musiker. Som mange andre berømte jamaicanske reggaemusikere, er Burning Spear kendt for hans rastafarianske budskaber.
Burning Spear udgiver sin musik på sit eget pladeforlag, Burning Spear Records, som han startede i 2002 sammen med sin kone Sonia Rodney, som har produceret flere af hans albums.

## Diskografi

### Studiealbums
- Studio One Presents Burning Spear (1973)
- Rocking Time (1974)
- Marcus Garvey (1975)
- Garvey's Ghost (1976)
- Man in the Hills (1976)
- Dry & Heavy (1977)
- Marcus' Children aka Social Living (1978)
- Living Dub Vol. 1 (1979)
- Hail H.I.M. (1980)
- Living Dub Vol. 2 (1980)
- Farover (1982)
- The Fittest Of The Fittest (1983)
- Resistance (1986)
- People Of The World (1986)
- Mistress Music (1988)
- Mek We Dweet (1990)
- Jah Kingdom (1991)
- The World Should Know (1993)
- Rasta Business (1995)
- Living Dub Vol. 3 (1996)
- Appointment With His Majesty (1997)
- Living Dub Vol. 4 (1999)
- Calling Rastafari (1999)
- Free Man (2003)
- Living Dub Vol. 6 (2004)
- Our Music (2005)

### Live-cd'er
- Live (1977)
- Live In Paris Zenith '88 (1989)
- Love & Peace: Burning Spear Live! (1994)
- (A)live In Concert 97 (1998)
- Live At Montreaux Jazz Festival 2001 (2001)
- Live In South Africa 2000 (2004)